# Westlicher Adambauerbach
Der Westliche Adambauerbach ist ein gut 0,6 Kilometer langer Bach im Gebiet der Marktgemeinde Semriach im Bezirk Graz-Umgebung in der Steiermark. Er entspringt im östlichen Grazer Bergland am südlichen Hang des Windhofkogels und mündet dann von rechts kommend in den Östlichen Adambauerbach.

## Verlauf
Der Westliche Adambauerbach entsteht in einem Waldgebiet am südlichen Hang des Windhofkogels auf etwa 860 m ü. A. südwestlich der Streusiedlung Oberer Windhof und östlich der Streusiedlung Windhof.
Der Bach fließt anfangs im Waldgebiet relativ gerade nach Südsüdwesten. Nach etwa 170 Meter unterquert er eine Straße, bleibt aber weiterhin auf seinen Kurs. Dabei fließt er am  Ortsteil Mittlerer Windhof vorbei. Etwa 330 Meter nach der Unterquerung der Straße biegt der Westliche Adambauerbach mit seinem Lauf nach Süden ab. Auf diesem relativ geraden Kurs bleibt er bis zu seiner Mündung. Der Westliche Adambauerbach fließt durch einen Graben, der im Westen und Osten von Ausläufern des Windhofkogels gebildet wird.
Der Westliche Adambauerbach mündet nach über 0,6 Kilometer langem Lauf mit einem mittleren Sohlgefälle von rund 18 % etwa 126 Höhenmeter unterhalb seines Ursprungs etwa 500 Meter südwestlich des Ortsteils Mittlerer Windhof und rund 530 Meter östlich des Gasthofs Trattnerhof von rechts kommend in den Östlichen Adambauerbach.
Auf seinem Lauf nimmt der Westliche Adambauerbach keine anderen Wasserläufe auf.